# Manjū

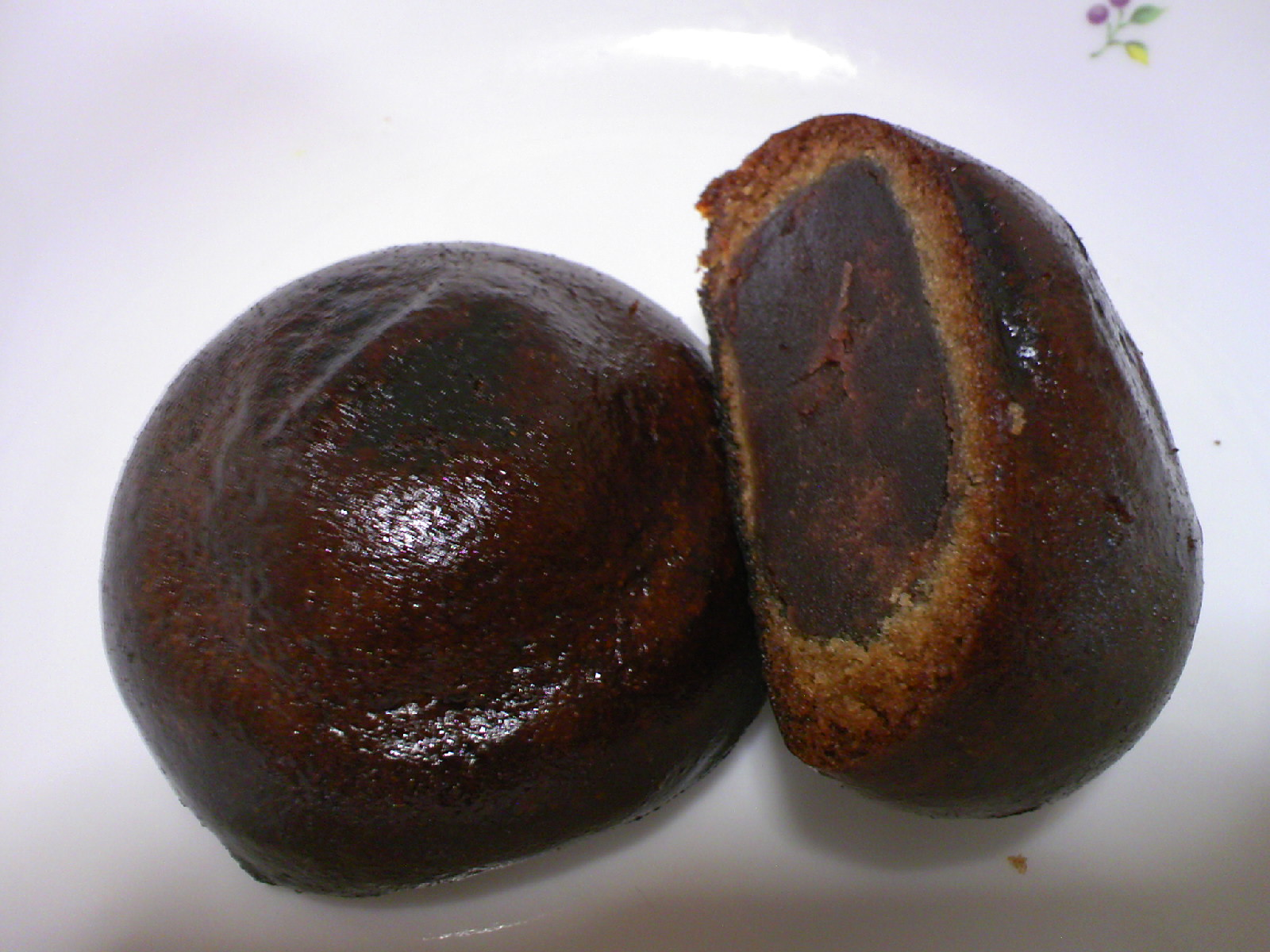
Karintō-Manjū – かりんとう饅頭 – Süßspeise aus Fukushima, 2009

Manjū (jap. 饅頭, kana まんじゅう) ist eine beliebte traditionelle japanische Süßigkeit. Sie werden wie süddeutsche Dampfnudeln zubereitet.

## Geschichte
Mitte des 14. Jahrhunderts soll die Zubereitungsart von China nach Japan gekommen sein, wo sie weiterentwickelt und das Rezept in zahlreichen Variationen verbreitet wurde. Die chinesische Bezeichnung von Manjū heißt Mantou und ist vergleichbar mit Baozi. Insbesondere die Mehlsorten und Füllungen wechselten und da Manjū in der Herstellung billig sind, fanden sie Eingang auf die Speisezettel der gesamten Bevölkerung. Es gibt viele Sorten von Manjū, die meisten sind außen aus Mehl, Reis und Buchweizen-Pulver und haben eine Füllung aus roter Bohnenpaste, einer Paste aus Adzukibohnen und Zucker oder Honig.